# Siła zachowawcza

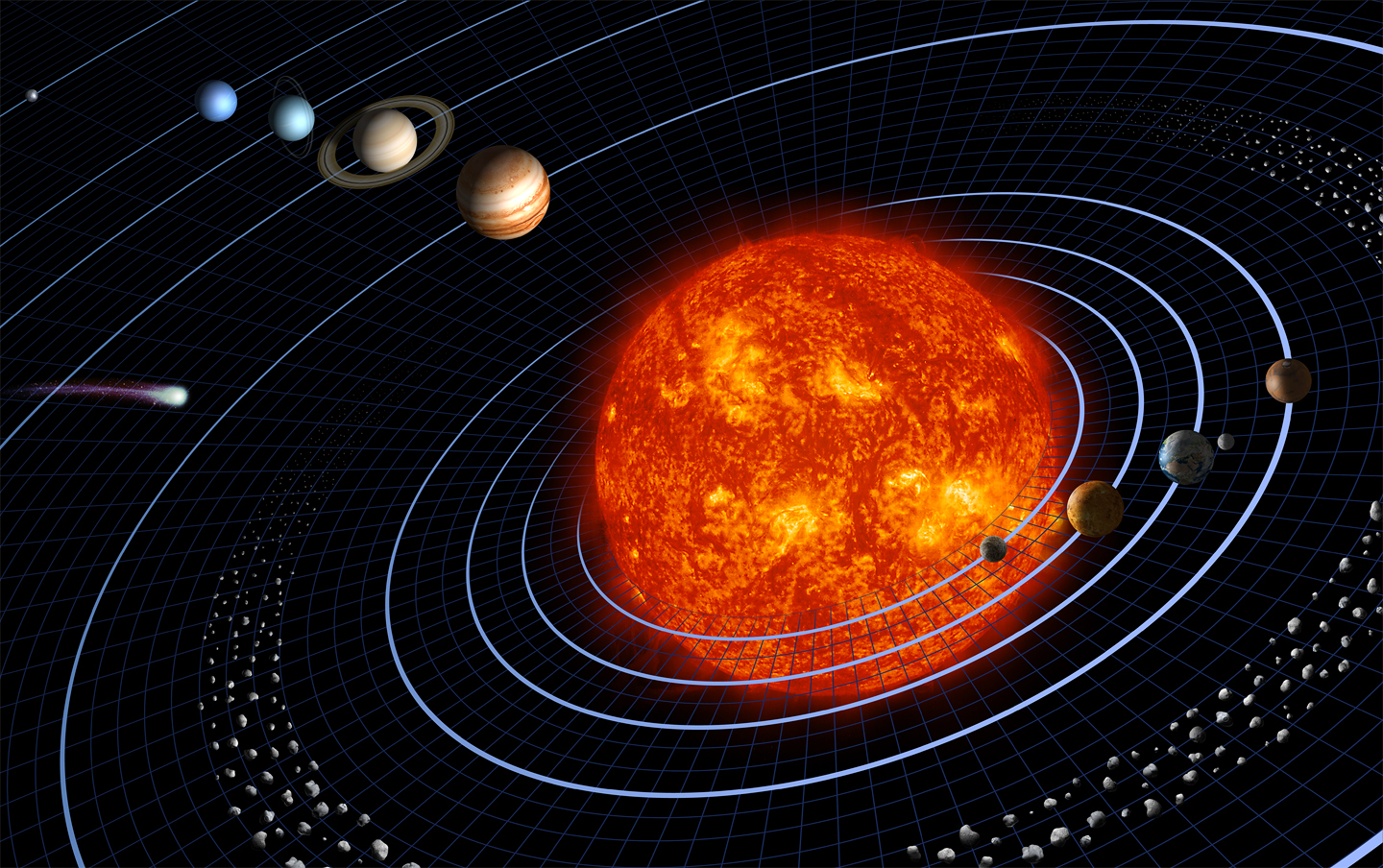
Układ planetarny tworzy układ odosobniony ciał oddziałujących siłami grawitacji. Energia mechaniczna poszczególnych ciał układu nie ulega zmianie, gdyż siły grawitacyjne oddziaływań między ciałami układu są siłami centralnymi.

Siła zachowawcza – siła mająca tę własność, że praca wykonana przez nią przy przemieszczaniu ciała na drodze o początku {\displaystyle A} i końcu {\displaystyle B} zależy tylko od położenia punktów {\displaystyle A} i {\displaystyle B,} nie zależy zaś od przebiegu drogi, czyli od toru ruchu.
Z definicji wynika, że praca wykonana przez siłę zachowawczą na drodze zamkniętej jest równa zeru. Dlatego np. prędkość planety po okrążeniu Słońca jest taka sama, jak w chwili, gdy poprzednio była w tym samym miejscu, gdyż siły grawitacyjne są zachowawcze. Ponadto energia mechaniczna układu ciał oddziałujących siłą zachowawczą jest w każdej chwili taka sama i nie ulega zmianie z upływem czasu.

## Siły zachowawcze
Siłami zachowawczymi są wszystkie siły centralne. Np. siłami centralnymi są siły grawitacyjne w klasycznej teorii grawitacji Newtona, siły kulombowskie oddziaływań między ciałami posiadającymi ładunki elektryczne. Także siły sprężystości ciał doskonale sprężystych są siłami centralnymi.
Siła niecentralna może być siłą zachowawczą, jeżeli nie zależy od wektora prędkości ciała lub też zależy od wektora prędkości, ale działa prostopadle do niego (jak jest w przypadku siły Lorentza). Siła Lorentza jest zachowawcza, gdyż nie wykonuje pracy, a tym samym nie zmienia energii układu.
Siłę, która nie jest zachowawcza, nazywa się siłą niezachowawczą. Siłami niezachowawczymi są np. siła tarcia, siła oporu ruchu powstająca w trakcie przemieszczania się ciała w ośrodku materialnym (np. w powietrzu). Siły te zależą od prędkości ciała i są skierowane przeciwnie do wektora prędkości. Ciało w wyniku tego oddziaływania traci energię mechaniczną. Siłą niezachowawczą jest też siła powstająca w silniku na skutek przemiany energii niemechanicznej (np. chemicznej, cieplnej, jądrowej) w energię mechaniczną. Np. siła napędu pojazdu poruszającego się po poziomej drodze powodująca jego ruch przyspieszony jest siłą niezachowawczą: energia kinetyczna rośnie, a energia potencjalna grawitacji jest stała – rośnie więc całkowita energia układu.

## Siły zachowawcze potencjalne

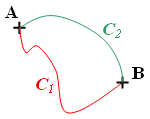
Praca w polu sił zachowawczych nie zależy od toru, po jakim przemieszcza się ciało. Pokazano tu dwa spośród wielu możliwych torów prowadzących od A do B.

Jeżeli punkt materialny porusza się w polu sił grawitacyjnych znacznie bardziej masywnego ciała, a pole sił nie zmienia się w czasie, to siła zależy jedynie od położenia ciała względem centrum pola. W takiej sytuacji możliwe jest zdefiniowanie pojęcia energii potencjalnej ciała oraz energii mechanicznej jako sumy energii kinetycznej i potencjalnej ciała. Ponadto tak zdefiniowana energia mechaniczna jest niezmienna, mimo że jej składniki (tj. energia kinetyczna i potencjalna) mogą zmieniać się na skutek ruchu ciała.
Wykazanie powyżej wymienionych własności opiera się na wynikach teorii pola. Teoria ta dowodzi, że jeżeli pole sił działające na punkt materialny nie zależy jawnie od czasu ani prędkości tego punktu, a jedynie od jego położenia w przestrzeni {\displaystyle {\vec {r}}=(x,y,z),} tj.
{\displaystyle {\vec {F}}={\vec {F}}({\vec {r}})}
oraz rotacja siły równa się 0 w każdym punkcie pola
{\displaystyle {\text{rot}}\,\,{\vec {F}}({\vec {r}})={\vec {0}},}
to można znaleźć pole skalarne {\displaystyle V({\vec {r}})} niezależne od czasu, zwane potencjałem pola sił lub energią potencjalną, którego gradient jest równy tej sile (z dokładnością do znaku)
{\displaystyle {\vec {F}}({\vec {r}})=-{\text{grad}}\,\,V({\vec {r}})=-{\Bigg (}{\frac {\partial {V}}{\partial x}},{\frac {\partial {V}}{\partial y}},{\frac {\partial {V}}{\partial z}}{\Bigg )}.}
Wtedy suma energii potencjalnej {\displaystyle V} i kinetycznej {\displaystyle T} ciała jest niezależną od czasu energią mechaniczną {\displaystyle E} punktu materialnego, tj.
{\displaystyle E=T({\vec {r}})+V({\vec {r}}).}

### Niezależność pracy potencjalnych sił zachowawczych od drogi
Z istnienia potencjału siły wynika, że praca jaką siła pola {\displaystyle {\vec {F}}({\vec {r}})} wykonuje przy przemieszczaniu ciała po dowolnej drodze między wybranymi punktami nie zależy od wyboru tej drogi, a zależy jedynie od wartości energii potencjalnej w punktach początkowym i końcowym, gdyż
{\displaystyle \int _{{\vec {r}}_{0}}^{\vec {r}}{\vec {F}}({\vec {r}})d{\vec {r}}=-[V({\vec {r}})-V({\vec {r}}_{0})].}

### Praca na drodze zamkniętej
Z powyższej całki wynika, że praca sił pola na drodze o zamienionych punktach początkowym i końcowym będzie miała przeciwny znak. Stąd natychmiast wynika, że praca przy przemieszczaniu ciała w polu sił zachowawczych po torze zamkniętym jest równa zeru. Oznaczając przez {\displaystyle S} dowolny tor zamknięty, powyższą własność można zapisać w postaci całki okrężnej:
{\displaystyle \oint \limits _{S}{{\vec {F}}({\vec {r}})\cdot d{\vec {r}}}=0.}

### Wyznaczanie potencjału dla siły potencjalnej
Aby wyznaczyć energię potencjalną {\displaystyle V({\vec {r}})} dla danego pola sił {\displaystyle {\vec {F}}({\vec {r}}),} należy wykonać całkowanie po dowolnej krzywej, łączącej wybrany punkt odniesienia {\displaystyle {\vec {r}}_{0}} z punktem {\displaystyle {\vec {r}}}
{\displaystyle V({\vec {r}})=-\int _{{\vec {r}}_{0}}^{\vec {r}}{\vec {F}}({\vec {r}})d{\vec {r}}+V({\vec {r}}_{0}).}
Energia potencjalna jest wyznaczona z dokładnością do stałej addytywnej {\displaystyle V({\vec {r}}_{0}).} Z drugiej strony, wybór punktu {\displaystyle {\vec {r}}_{0}} jest dowolny, stąd dla różnych wyborów otrzyma się różne wartości energii potencjalnej. Istotna jest jednak tylko różnica potencjałów między dwoma punktami pola.

### Praca w polu sił potencjalnych
Możliwość zdefiniowania energii potencjalnej dla danego pola sił pozwala obliczyć pracę potrzebną do przeniesienia ciała z jednego punktu pola w inny. Pozwala to np. planować ilość paliwa potrzebną do wyrzucenia satelity na orbitę lub do odbycia podróży międzyplanetarnej. Ponieważ trzeba przy tym działać siłą {\displaystyle {\vec {F}}_{z}({\vec {r}})=-{\vec {F}}({\vec {r}}),} która równoważy siłę pola, to
{\displaystyle W_{{\vec {r}}_{A}\to {\vec {r}}_{B}}=-\int _{{\vec {r}}_{A}}^{{\vec {r}}_{B}}{\vec {F}}({\vec {r}})d{\vec {r}}=-\int _{{\vec {r}}_{0}}^{{\vec {r}}_{B}}{\vec {F}}({\vec {r}})d{\vec {r}}-\int _{{\vec {r}}_{A}}^{{\vec {r}}_{0}}{\vec {F}}({\vec {r}})d{\vec {r}},}
czyli
{\displaystyle W_{{\vec {r}}_{A}\to {\vec {r}}_{B}}=V({\vec {r}}_{B})-V({\vec {r}}_{A}),}
co oznacza, że praca ta jest równa różnicy energii potencjalnych między punktem końcowym a początkowym.

### Przykład: praca w polu grawitacyjnym
Ze znajomości siły oddziaływań grawitacyjnych można wyprowadzić wzór na energię potencjalną grawitacji ciał w polu grawitacyjnym Ziemi
{\displaystyle V(r)=-{\frac {GmM_{Z}}{r}},}
gdzie:
{\displaystyle G} – stała grawitacji,
{\displaystyle m} – masa ciała,
{\displaystyle M_{Z}} – masa Ziemi,
{\displaystyle r} – odległość między środkami Ziemi i ciała.
Praca potrzebna do podniesienia ciała z powierzchni Ziemi (odległość {\displaystyle r_{A}} od środka Ziemi) na odległość {\displaystyle r_{B}} od środka Ziemi jest równa przyrostowi energii potencjalnej
{\displaystyle W_{r_{A}\to r_{B}}=-{\frac {GmM}{r_{B}}}-\left(-{\frac {GmM}{r_{A}}}\right)=GmM\left({\frac {1}{r_{A}}}-{\frac {1}{r_{B}}}\right)>0.}
Podniesienie ciała na pewną wysokość, nie oznacza, że ciało znajdzie się na orbicie. To wymaga dodatkowo nadania ciału odpowiedniej prędkości transwersalnej, z czym związana jest odpowiednia energia kinetyczna, co wiąże się z dodatkową pracą.

## Siły zachowawcze niepotencjalne

Siła Lorentza jest siłą zachowawczą, choć nie jest siłą potencjalną. Jest to siła wywierana na cząstkę naładowaną przez pole magnetyczne B. Cząstka poruszając się w polu zmienia kierunek swego ruchu, ale nie zmienia prędkości, dlatego energia cząstki jest zachowana. Zwrot siły Lorentza zależy od znaku ładunku cząstki.

Wszystkie siły, dla których istnieje potencjał niezależny od czasu, są siłami zachowawczymi. Istnieją jednak siły, które nie są siłami potencjalnymi, mimo to są siłami zachowawczymi w tym sensie, że energia całkowita układu poddanego działaniu tych sił nie ulega zmianie. Przykładem może być siła Lorentza działająca na naładowaną cząstkę poruszającą się w polu magnetycznym
{\displaystyle {\vec {F}}=q{\vec {v}}\times {\vec {B}},}
gdzie:
{\displaystyle {\vec {F}}} – wektor siły,
{\displaystyle q} – ładunek elektryczny cząstki,
{\displaystyle {\vec {B}}} – pseudowektor indukcji magnetycznej,
{\displaystyle {\vec {v}}} – wektor prędkości cząstki,
{\displaystyle \times } – iloczyn wektorowy.
Z powyższego wzoru wynika, że siła Lorentza działa zawsze prostopadle do wektora prędkości cząstki, nie wykonuje więc pracy, a tym samym nie zmienia energii cząstki. Podobnie jak dla innych sił zachowawczych także praca siły Lorentza nie zależy od drogi, jaką pokonuje cząstka między dwoma punktami – w tym wypadku praca ta zawsze jest równa zeru.
Trzeba zaznaczyć, że niektórzy autorzy nie definiują sił niepotencjalnych o powyższych własnościach jako siły zachowawcze, zawężając pojęcie sił zachowawczych jedynie do sił potencjalnych niezależnych od czasu .

## Siły zachowawcze układu ciał
Pojęcie potencjału (energii potencjalnej) oraz sił zachowawczych można wprowadzić nie tylko w odniesieniu do pojedynczego ciała (jak to było omawiane powyżej), ale także w odniesieniu do układu złożonego z wielu ciał, które oddziałują ze sobą i z otoczeniem.
Rozważmy układ {\displaystyle N} swobodnych punktów materialnych, których położenia dane są przez wektory {\displaystyle {\vec {r}}_{a}\,\,(a=1,2,\dots ,N)} w przestrzeni fizycznej {\displaystyle \mathbf {R} ^{3};} niech {\displaystyle {\vec {F}}_{a}} oznacza siłę wypadkową, jaka działa na {\displaystyle a}-te ciało, pochodzącą od innych ciał układu oraz od ciał otoczenia.
Jeżeli dla sił {\displaystyle {\vec {F}}_{a}} istnieje (jednoznaczna) funkcja w ogólności zależna od czasu {\displaystyle V({\vec {r}},t)=V({\vec {r}}_{1},\dots ,{\vec {r}}_{N};t),} taka że
{\displaystyle {\vec {F}}_{a}=-\nabla _{a}V({\vec {r}}_{1},\dots ,{\vec {r}}_{N};t)=-{\frac {\partial _{a}V({\vec {r}}_{1},\dots ,{\vec {r}}_{N};t)}{\partial {{\vec {r}}_{a}}}}\qquad (a=1,2,\dots ,N),}
to mówi się, że siły działające na układ punktów materialnych są potencjalne, zaś funkcję {\displaystyle V} nazywa się potencjałem sił {\displaystyle {\vec {F}}_{a}\,\,(a=1,2,\dots ,N).} W układzie współrzędnych kartezjańskich wektory wodzące ciał można przedstawić w jako {\displaystyle {\vec {r}}_{a}=(r_{a},y_{a},z_{a})} i powyższy wzór przyjmuje postać
{\displaystyle {\vec {F}}_{a}=-{\Bigg (}{\frac {\partial {V}}{\partial x_{a}}},{\frac {\partial {V}}{\partial y_{a}}},{\frac {\partial {V}}{\partial z_{a}}}{\Bigg )}.}
Jeżeli ponadto potencjał nie zależy jawnie od czasu: {\displaystyle V({\vec {r}})=V({\vec {r}}_{1},\dots ,{\vec {r}}_{N}),} to potencjał nazywany jest energią potencjalną układu punktów materialnych w położeniach {\displaystyle {\vec {r}}_{1},\dots ,{\vec {r}}_{N}} w polu sił, a siły {\displaystyle {\vec {F}}_{a}({\vec {r}}_{a})\,\,(a=1,2,\dots ,N)} są zachowawcze.

## Siły potencjalne niezachowawcze
Siłami potencjalnymi nazywa się w ogólności siły, dla których istnieje funkcja skalarna (zwana potencjałem), taka że jej gradient jest równy danej sile. Okazuje się, że oprócz sił potencjalnych niezależnych od czasu (por. wyżej) istnieją siły potencjalne zależne od czasu
{\displaystyle {\vec {F}}({\vec {r}},t)=-{\text{grad}}\,\,V({\vec {r}},t).}
Siły te nie są jednak siłami zachowawczymi: działając na ciała zmieniają ich energię całkowitą.

### Przykład: Cząstka naładowana w zmiennym polu elektrycznym
Niech cząstka o ładunku {\displaystyle q} znajduje się w zmiennym polu elektrycznym, takim że działa na nią siła
{\displaystyle {\vec {F}}_{E}({\vec {r}},t)=q{\vec {E}}_{0}\cos(\omega t),}
gdzie:
{\displaystyle {\vec {E}}_{0}} – wektor natężenia pola elektrycznego w chwili początkowej,
{\displaystyle \omega } – częstość kołowa zmian pola.
Obierając oś {\displaystyle z} układu współrzędnych kartezjańskich wzdłuż wektora {\displaystyle {\vec {E}}_{0}} można obliczyć potencjał
{\displaystyle V({\vec {r}},t)=-\int _{0}^{z}{\vec {F}}_{E}({\vec {r}},t)d{\vec {r}}=-qE_{0}z\,\sin \,\omega t.}
Pole sił {\displaystyle {\vec {F}}_{E}({\vec {r}},t)} posiada więc potencjał, ale nie jest zachowawcze, gdyż pochodna potencjału względem czasu nie zeruje się
{\displaystyle {\frac {\partial {V}({\vec {r}},t)}{\partial t}}=qE_{0}z\cos \omega t\neq 0.}
Cząstka w takim polu sił ma zmienną w czasie energię. Niezależność sił potencjalnych od czasu jest więc istotna, aby siły były zachowawcze.

## Siły zachowawcze a niezachowawcze
Podział sił na siły zachowawcze i niezachowawcze wynika z przyjętego poziomu dokładności opisu zjawisk. Oddziaływania zachodzące na najbardziej podstawowym poziomie, tj. między cząstkami elementarnymi, zawsze spełniają zasady zachowania, w tym zasadę zachowania energii, zawsze więc są oddziaływaniami zachowawczymi. Na tym poziomie opisu nie ma sił niezachowawczych .
Jednak dla przykładu tarcie jest traktowane w mechanice klasycznej jako oddziaływanie niezachowawcze. Jest tak dlatego, że nie uwzględnia się energii wewnętrznej ciał (tj. energii ruchów chaotycznych cząsteczek, tworzących ciała oraz energii ich wzajemnych oddziaływań). Korzyścią z takiego ujęcia jest możliwość pominięcia opisu ruchu miliardów cząsteczek, tworzących ciała makroskopowe. Mechanika klasyczna nie uwzględnia także wielu innych rodzajów energii, jakie mogą pojawiać się w oddziaływaniach, np. energii chemicznej, jądrowej, elektromagnetycznej. Dlatego tylko niektóre siły wprowadzane w mechanice klasycznej są zachowawcze.
Zawsze jednak można wprowadzić opis dokładniejszy. W opisie ruchów układów mechanicznych podział na siły zachowawcze i niezachowawcze jest więc sprawą wyboru i nie jest jednoznaczny.